# شان گوسفنده: فارماگدون
شاون گوسفنده: فارماگدون (انگلیسی: A Shaun the Sheep Movie: Farmageddon) یک فیلم پویانمایی استاپ‌موشن علمی تخیلی فیلم کمدی بریتانیایی در سال ۲۰۱۹ است که توسط آردمن انیمیشن تهیه شده‌است. این یک دنباله مستقل برای فیلم شان گوسفنده (۲۰۱۵) است و براساس مجموعه تلویزیونی پویانمایی خمیری شان گوسفنده، اسپین‌آفی از فیلم کوتاه اصلاح سه‌تیغ والاس و گرومیت ساخته شده‌است.
شاون گوسفنده: فارماگدون در ۱۸ اکتبر ۲۰۱۹ در انگلستان و در نتفلیکس در ایالات متحده در ۱۴ فوریه ۲۰۲۰ اکران شد. این فیلم ۴۳٫۱ میلیون دلار درآمد کسب کرد و از نظر منتقدان به دلیل انیمیشن، شوخ‌طبعی و طنز، نظرات مثبت منتقدان را دریافت کرد. این فیلم در جوایز فیلم بفتا بریتانیا نامزد جایزهٔ بهترین فیلم انیمیشنی نامزد شد. این فیلم نامزد جایزه اسکار بهترین فیلم پویانمایی در نود و سومین دوره جوایز اسکار بود .